# Miejska Górka (gmina)
Miejska Górka – gmina miejsko-wiejska w województwie wielkopolskim, w powiecie rawickim. W latach 1975–1998 gmina położona była w województwie leszczyńskim.
Siedziba gminy to Miejska Górka.
Według danych z 31 grudnia 2019 r. gminę zamieszkiwało 9344 osób.

## Struktura powierzchni
Według danych z roku 2019 gmina Miejska Górka ma obszar 103,6 km², w tym:
- użytki rolne: 7908 ha
- lasy i grunty leśne: 18,83 ha
- grunty orne: 7064
- sady: 61,40 ha
- łąki i pastwiska: 580,80 ha

Gmina stanowi 18,73% powierzchni powiatu.
Gmina posiada 916 gospodarstw rolnych

## Demografia

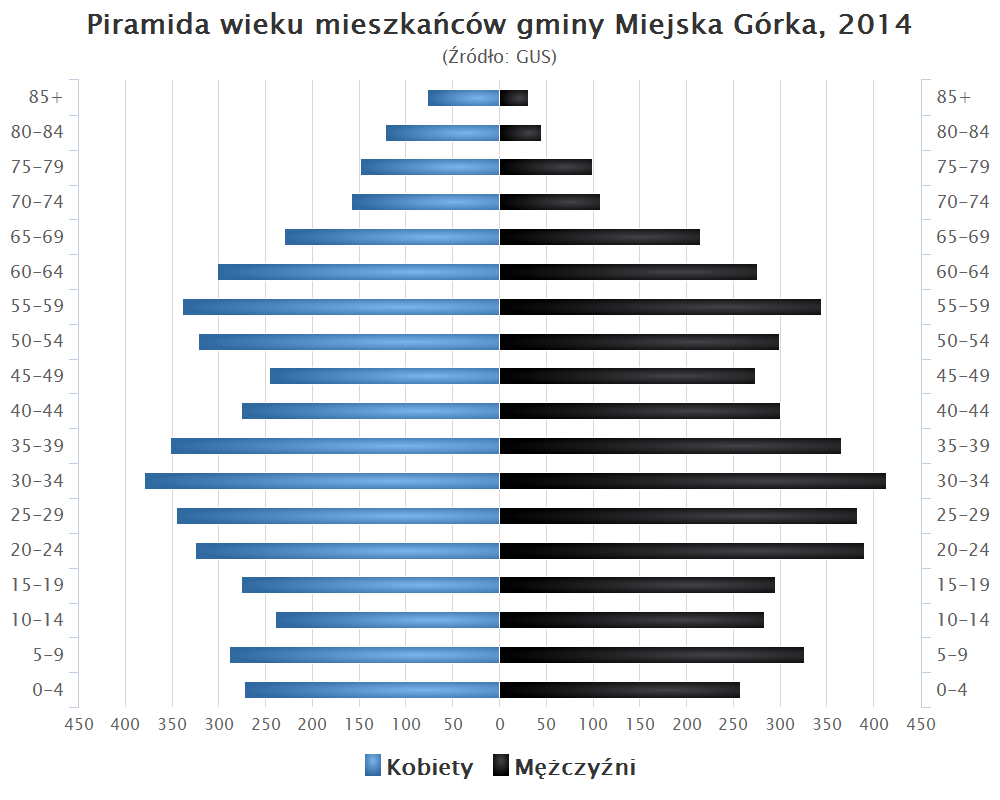
Piramida wieku mieszkańców gminy Miejska Górka w 2014 roku

Dane z 30 czerwca 2004:
| Opis                              | Ogółem | Ogółem | Kobiety | Kobiety | Mężczyźni | Mężczyźni |
| --------------------------------- | ------ | ------ | ------- | ------- | --------- | --------- |
| Jednostka                         | osób   | %      | osób    | %       | osób      | %         |
| Populacja                         | 9276   | 100    | 4655    | 50,2    | 4621      | 49,8      |
| Gęstość zaludnienia [mieszk./km²] | 89,5   | 89,5   | 44,9    | 44,9    | 44,6      | 44,6      |

## Sołectwa
Dąbrowa, Dłoń, Gostkowo, Karolinki, Kołaczkowice, Konary, Niemarzyn, Oczkowice, Piaski-Zalesie, Roszkowo, Roszkówko, Rozstępniewo, Rzyczkowo, Sobiałkowo, Topólka, Woszczkowo, Zakrzewo.
Miejscowości bez statusu sołectwa: Annopol, Antoniewo, Dłoń (osada), Jagodnia, Melanowo, Zmysłowo, Zwierzęcina.

## Sąsiednie gminy
Bojanowo, Jutrosin, Krobia, Pakosław, Pępowo, Poniec, Rawicz